# لويس غالارزا
خطأ لوا في mw.text.lua على السطر 25: bad argument #1 to 'match' (string expected, got nil).
لويس غالارزا (بالإسبانية: Luis Esteban Galarza)‏ هو لاعب كرة قدم بوليفي في مركز حراسة المرمى، ولد في 26 ديسمبر 1950 في أسونسيون في باراغواي. شارك مع منتخب بوليفيا لكرة القدم. أما مع النوادي، فقد لعب مع ذي سترونغيست وكلوب أولويز ريدي ونادي بوليفار ونادي سان خوسيه.

## وصلات خارجية
- لويس غالارزا على موقع قاعدة بيانات كرة القدم.إي يو (الإنجليزية)
- لويس غالارزا على موقع ناشيونال فوتبول تيمز (الإنجليزية)
- لويس غالارزا على موقع عالم كرة القدم.نت (الإنجليزية)